# Samsung Galaxy M13
Samsung Galaxy M13 – smartfon z systemem Android zaprojektowany, opracowany i sprzedawany przez firmę Samsung Electronics. Smartfon został zaprezentowany 27 maja 2022 roku.

## Specyfikacje

### Sprzęt

#### Bateria
Smartfon posiada baterię 5000 mAh.

#### Pamięć
Smartfon posiada 4GB pamięci RAM oraz 64 GB pamięci wewnętrznej.

#### Aparaty fotograficzne
Smartfon posiada trzy tylne obiektywy. Jeden 50-megapikselowy oraz jeden 5-megapikselowy i jeden 2-megapikselowy. Smartfon posiada jeden przedni 8-megapikselowy obiektyw.

#### Oprogramowanie
Smartfon posiada system operacyjny Android 12.

#### Procesor
Smartfon posiada 8-rdzeniowy procesor Exynos 850.